# Deileptenia mandshuriaria
Deileptenia mandshuriaria là một loài bướm đêm trong họ Geometridae.